# Три мушкетери: Міледі
«Три мушкетери: Міледі» (фр. Les Trois Mousquetaires : Milady) —  французький художній фільм, друга частина кінодилогії, створеної за мотивами роману Олександра Дюма "Три мушкетери", яка вийшла на екрани 13 грудня 2023. Головні ролі у картині зіграли Франсуа Сівіль, Єва Грін та Венсан Кассель.

## Сюжет
Констанцію викрали на очах д'Артаньяна. У відчайдушному прагненні врятувати її молодий мушкетер змушений поєднати зусилля з таємничою Міледі Вінтер. Але коли війну оголошено і Атос, Портос і Араміс вже пішли на фронт, жахлива таємниця з минулого руйнує всі старі союзи. У міру того як король все більше й більше потрапляє під контроль кардинала Рішельє, д'Артаньян і мушкетери стають останніми бастіонами перед хаосом. Їх, втягнутих у змову, яка загрожує зрадити країну вогню та мечу, доля ставить перед жахливим запитанням: чи доведеться їм пожертвувати тими, кого вони люблять, щоб завершити свою місію?

## В ролях
- Франсуа Сівіль — д'Артаньян
- Венсан Кассель — Атос
- Піо Мармай — Портос
- Ромен Дюріс — Араміс
- Єва Грін — {нп|міледі Вінтер|Міледі де Вінтер|en|Milady de Winter}}
- Луї Гаррель — Луї XIII
- Вікі Кріпс — Анна Австрійська
- Ерік Руф — кардинал Рішельє

## Виробництво та прем'єра
Про початок роботи над фільмом стало відомо у лютому 2021 року. Виробництвом зайнялася французька компанія Pathe. Бюджет становив 60 мільйонів євро, режисером став Мартен Бурбулон, сценарій написали Матьє Делапорт та Олександр де Ла Пательєр. Права на показ картини вже купили французькі канали M6, OCS та Canal Plus, кінокомпанії Constantin Film у Німеччині та DeAPlaneta в Іспанії. Зйомки почалися влітку 2021.
5 грудня 2022 з'явився перший трейлер картини. Прем'єра відбулась 13 грудня 2023 року.